# Edupunk

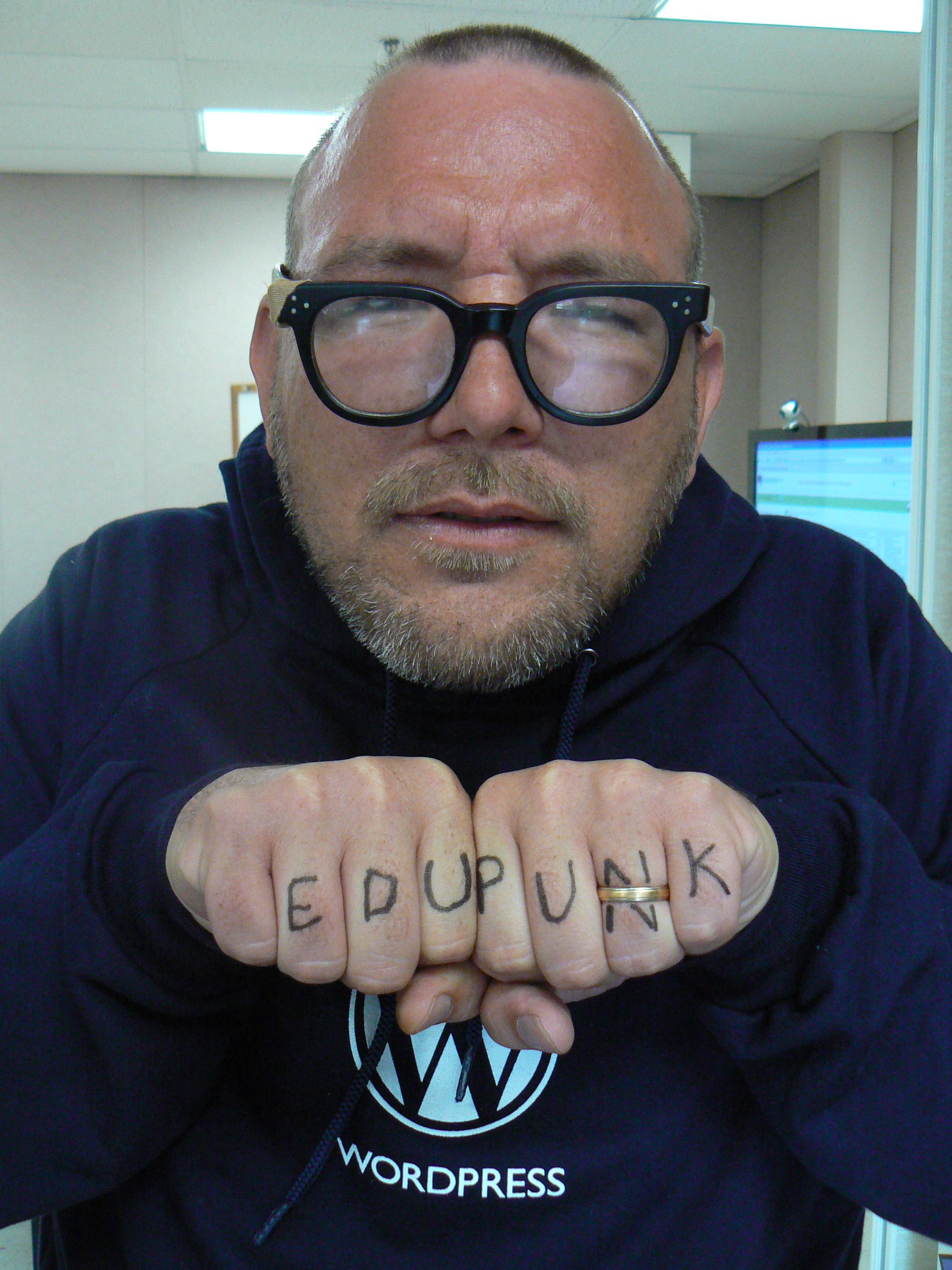
Tom Kuntz, destacado com as palavras "EDUPUNK" tatuadas em seus dedos, exemplifica a atitude DIY (faça você mesmo) que caracteriza o movimento Edupunk.

Edupunk é uma atitude faça você mesmo (DIY) para as práticas de ensino e a aprendizagem. Tom Kuntz descreveu edupunk como "uma abordagem de ensino que evita ferramentas tradicionais como PowerPoint e quadro negro, e em vez disso pretende trazer a atitude rebelde e o ethos DIY. de bandas dos anos 70 como The Clash à sala de aula." Muitas aplicações de instrução podem ser descritas como educação DIY ou Edupunk.